# Río Rewa
Río Rewa (en inglés: Rewa River; en hindi de Fiyi: Rewa Naddi) es el río más ancho del país insular de Fiyi. Situado en la isla de Viti Levu, el Rewa se origina en Tomanivi, el pico más alto en Fiyi, y fluye al sureste de 145 km hasta la bahía de Laucala, cerca de Suva. El río Rewa drena aproximadamente una tercera parte de la isla de Viti Levu.
El río Rewa es alimentado por dos grandes afluentes, el Wainibuka y Wainimala y se une con otros ríos de importancia antes de llegar al mar por un delta de muchas bocas. Es navegable por pequeñas embarcaciones hasta 100 kilómetros desde su desembocadura y su cuenca se enriquece con un suelo con depósitos profundos aluviales. Hay más de 200 pueblos nativos situados en sus orillas. El río Rewa es atravesado por el puente de Rewa en Nausori.